# James Kelleher (boxe anglaise)
Pour les articles homonymes, voir James Kelleher.
James Kelleher est un boxeur irlandais né le 12 novembre 1901 et mort le 23 décembre 1972.

## Carrière sportive
Il participe au programme de boxe anglaise dans la catégorie poids légers aux Jeux olympiques d'été de 1924 de Paris et s'incline lors du tour préliminaire face à l'Américain Benjamin Rothwell par KO au second round.